# Planetarium w Kijowie
Planetarium w Kijowie – planetarium w Kijowie, na Ukrainie. Jest to jedno z największych planetariów w krajach WNP (byłego Związku Radzieckiego). Zostało otwarte w dniu 1 stycznia 1952 roku z inicjatywy naukowca-astronoma Sergija Wseichswiatskiego (1905–1984). Planetarium ma kopułę o średnicy 23,5 m i 320 miejsc.